# Kunstwerke im Haus des Landtags und im Haus der Abgeordneten von Baden-Württemberg
Die Kunstwerke im Haus des Landtags und im Haus der Abgeordneten von Baden-Württemberg sind seit dem Bestehen des Landtages von Baden-Württemberg 1961 eine von dreizehn Künstlern erstellte Kunstwerkeauswahl, in dem durch einen Fußgängertunnel miteinander verbundenen Gebäudekomplex Haus des Landtags und Haus der Abgeordneten in Stuttgart. Sieben Künstler haben ihre Kunstwerke im Haus des Landtags platziert. Ein Künstler gestaltete den unterirdischen Verbindungsgang zwischen den beiden Häusern und fünf Künstler waren bisher im 1987 errichteten Haus der Abgeordneten tätig.

## Geschichte und Lage

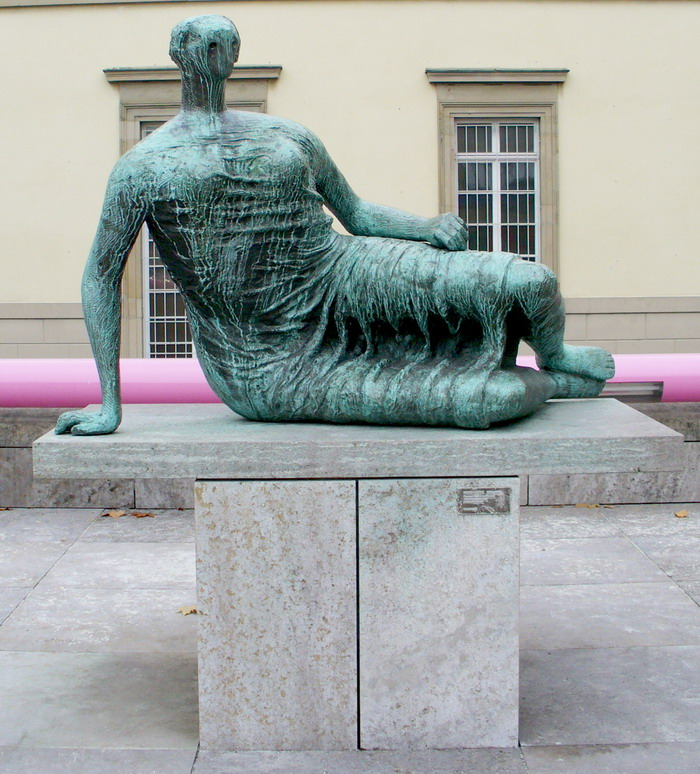
Henry Moores Plastik „Draped Reclining Woman“ fand einen neuen Platz vor der Staatsgalerie Stuttgart.

Das im Oberen Schlossgarten gelegene quadratische Haus entstammt einem Entwurf von Horst Linde. Am 6. Juni 1961 wurde das Gebäude des Landtags von Baden-Württemberg in Anwesenheit von Bundespräsident Heinrich Lübke und Ministerpräsident Kurt Georg Kiesinger eingeweiht. Es dauerte 26 Jahre, bis 1987 das jenseits der Konrad-Adenauer-Straße liegende Haus der Abgeordneten eröffnet wurde. Die beiden Gebäude sind durch einen Fußgängertunnel miteinander verbunden. Schon im Sommer 1960 diskutierten Baukommission und Kunstbeirat über die Frage, welche Kunstwerke zur Ausschmückung des Hauses des Landtags in Frage kommen könnten. Hierfür wurden auch Wettbewerbe ausgeschrieben.
Die im Volksmund Die Liegende genannte Skulptur von Henry Moore, der Sitzende und die Große Urmutter von Alfred Lörcher waren drei Kunstwerke, die ihren ursprünglichen Platz nicht im Bereich der beiden Häuser behielten. Sie wurden im Laufe der Jahre nach Kritik aus der Bevölkerung, die sogar in wütenden Protesten ihren Ausdruck fanden – geäußert in Leserbriefen an die Stuttgarter Zeitung oder den Stuttgarter Nachrichten – innerhalb Stuttgarts umgesetzt, ausgelagert und weggelobt. Henry Moores Liegende fand inzwischen einen Platz vor dem Eingang der Neuen Staatsgalerie.
Wider den Prognosen wurde der anfänglich umstrittene Reiter von Marini nicht mehr umgestellt oder an einen anderen Standort weggelobt.

### Posidonienschieferwand
Das erste ausgeführte Kunstwerk im Haus des Landtags ist die Posidonienschieferwand. Die graublaue Schieferwand befindet sich im Erdgeschoss des Hauses des Landtags und ist 180 Millionen Jahre alt. Ihr Fundort war Holzmaden. Aufgebaut wurde die Wand vom Stuttgarter Akademieprofessor Otto Baum. Die naturkundliche Betreuung übernahm Bernhard Hauff jr., ein Nachfahre von Bernhard Hauff.

### Otto H. Hajek
Am 9. November 2004, dem 15. Jahrestag des Mauerfalls, wurde das 1980 entstandene Triptychon von Otto Herbert Hajek Paraphrasen zu den Nationalfarben im Landtag feierlich der Öffentlichkeit übergeben. Die Paraphrasen sind aus den Materialien Gold und Acryl erstellt, 250 × 570 cm groß und eine Leihgabe des Bundes an das Land Baden-Württemberg.
Das Gemälde hing bis 1980 in einer Einzelausstellung in der Engelsburg in Rom. Dort sah es der damalige Bundeskanzler Helmut Schmidt und erwarb es für den Besitz des Bundes. Bis zum Umzug des Bundeskanzleramts nach Berlin hing es dort im NATO-Saal. Hajek Maler, Bildhauer und Platzgestalter war ein vielseitiger Künstler. In einem Dreiklang von Schwarz, Rot und Gold setzt er auf jeder der drei Tafeln einen speziellen Farbakzent.

### Porträtbüsten
In unmittelbarer Nachbarschaft von Hajeks Paraphrasen wurden neun Porträtbüsten ehemaliger Landtagspräsidenten gestellt. Den Ehrenplatz erhielt der von den Nazis in Berlin-Plötzensee hingerichtete ehemalige württembergische Staatspräsident Eugen Bolz.
Neun Büsten von ehemaligen Landtagspräsidenten stehen auf Travertinsockeln im Erdgeschoss des Hauses des Landtags. Im Jahre 2004 wurde beschlossen, die Büstentradition aufzugeben und künftig verstorbener Landtagspräsidenten im Rahmen von Portraitfotografien zu gedenken.

### Großes Landeswappen

Das Große Landeswappen

Das Große Landeswappen ziert den Plenarsaal des Landtags und stammt aus dem Jahre 1961. Es ist 150 × 200 cm groß und aus Kupfer und Blattgold. Der Entwurf stammt von Walter Brudi und wurde von Hermann Stadelmaier, einem erfahrenen Silberschmied aus Schwäbisch Gmünd ausgeführt. Es hängt auf einer hellem konturarmen Eichenholzwand als Kontrast. Das Wappen ist ein Symbol der Einheit eines bunt zusammengewürfelten Landes ehemaliger geistlicher und weltlicher Territorien des Heiligen Römischen Reiches, einer wesentlichen Teillandschaft des Herzogtums Schwaben. Im goldenen Schild stehen die drei staufischen Löwen. Auf dem Schild ruht eine Krone mit Plaketten der historischen Wappen von Franken, Hohenzollern, Baden, Württemberg, Kurpfalz und Vorderösterreich. Der Schild wird rechts vom goldenen Hirsch der Württemberger und links dem badischen Greif gehalten.
Die biegsamen Kupferstäbe kommen normalerweise beim Blitzableiterbau zum Einsatz.

### Jean Lurçat
Im Haus des Landtags, Hauptgeschoss gegenüber dem Zimmer des Landtagspräsidenten, befindet sich eine Tapisserie namens Apollinaire von Jean Lurçat aus den Jahren 1960/61. Sie ist 300 × 210 cm groß und wurde von Goubely-Gatien aus Aubuisson ausgeführt. Lurçat, einem Künstler im Umfeld Picassos, war es ein Anliegen, die Tapisseriekunst wieder als eigenständige Kunstrichtung zu etablieren.
Die Sonne als Hauptmotiv in den Bildern Lurçats ist auch hier zu sehen. Lurçat sah das Zusammenleben der Menschen in Zeiten des Kalten Krieges bedroht. Im Zeichen der Sonne entwickelt der Teppich einen geheimnisvollen, sich auf Apollinaire beziehenden Dialog zwischen Genesis und Paradies.

### Ingeborg Schäffler-Wolf
Zwei Bilder von Ingeborg Schäffler-Wolf ausgeführt in Seidenwirkerei und Stahl befinden sich im Hauptgeschoss in der Besuchernische des Johann-Jakob-Moser Saals des Hauses des Landtags. Eines hat den Titel "Wenn am Feiertag das Feld zu sehn" und "Ein Landmann geht des Morgens wenn …." Die Werke stammen aus den Jahren 1989/90. Anfangszeilen eines Gedichtefragments von Hölderlin sind die Titel der Werke. Die Künstlerin hatte sich schon durch Werke in der Eingangshalle des Instituts für Siedlungswasserbau der Universität Stuttgart und der Feierhalle des Pragfriedhofs bekannt gemacht. Gelb-grüne Felder durchbrechen in nuancierten Weiß-, Beige- und Cremetönen und vereinzelten Schwarzpartien abstrakte Insellandschaften.

### Marino Marini
In der Wandelhalle des Hauptgeschosses steht Pferd und Reiter genannt, die Skulptur des Mailänder Künstlers Marino Marini in der Dimension 209 × 120 × 198 cm wurde aus Bronze aufgestellt am 6. Juni 1961. Der Künstler erzählte einmal, dass die Angst vor dem Atomkrieg Ross und Reiter beeinflussen. Neben seinem damaligen Atelier in Monza befand sich eine Reitschule, die den Künstler bei diesem Bild inspirierte. Es unterscheidet sich von den imperialen Reiterstandbildern früherer Epochen und war in der Kunstkommission und im Bauausschuss nicht unumstritten. Das Pferd vermittelt dem Betrachter den Eindruck, immer unruhiger zu werden, und immer unfähiger wirkt der Reiter dahingehend, das Pferd zu beherrschen.

### Robert Schad
Dem gebürtigen Ravensburger Robert Schad oblag es den Verbindungstunnel zwischen dem Haus des Landtags und dem Haus der Abgeordneten mit 45er Baustahl 136 m lang zu verbinden. Am 8. Dezember 1986 wurden mehrere Tonnen Stahl für den Künstler am Haus des Landtags angeliefert. Er nannte das Kunstwerk Stuttgarter Weg. 45er Baustahl schweißte der Künstler auf dem 136 m langen unterirdischen Tunnel zusammen, der das Haus des Landtags mit dem Haus der Abgeordneten verbindet. Jeder Schritt der langen Wegstrecke eröffnet nun eine neue Perspektive – je nachdem, welchen Weg man durchläuft oder welchen Blickwinkel man einnimmt.

### Franz Bernhard
Im Haus der Abgeordneten in der Eingangshalle befinden sich zwei Kunstwerke aus dem Jahre 1987 von Franz Bernhard. Eines nennt sich Schaufelbüste und ist aus Holz und Eisen gefertigt und weist eine Dimension von 300 × 270 × 39 cm auf. Die andere Wandplastik nennt sich Schaufelfigur ist 538 × 300 × 18 cm und auch aus Holz und Eisen. Die Schaufelbüste und die Schaufelfigur sind monumentale an der Wand platzierte Werke. Die Schaufelbüste stellt einen mächtiger in den Boden gerammter Spaten dar. Die Schaufelfigur eine an der Wand hängende Schaufel. Urwüchsige, archaisch, gegenwärtige, und kraftvoll Kunst.

### Emil Wachter
Der Maler, Glasmaler, Graphiker, Bildhauer und studierte Theologe Emil Wachter hat im 3. Obergeschoss des Hauses der Abgeordneten ein Triptychon aus Glas namens Freiheit und Chaos in den Räumen der CDU-Fraktion 1986 erstellt.
- Der Künstler erläuterte, dass im Mittelpunkt seines Werkes drei Fragen stehen. Freiheit wozu? Auf dem Bild steigt eine Phönix aus Feuersbrünsten auf. Im Spruchband des Phönix erscheint: Frei ist, wer sich selbst besiegt.
- Widerstand wogegen? Unter dem Datum 20. Juli 1944 erscheint das Signet der Weißen Rose in einem konzentrisch angelegten Kreis in dem bedeutende Personen des deutschen Widerstands zu sehen sind.
- Wachtum wohin? Falsch verstanden Freiheit, Materialismus, Egoismus, Zerstörung der Natur, der Zerfall der Familie und die Problematik der Migration stehen im Mittelpunkt des dritten Bildes

Ebenfalls im dritten Obergeschoss an der Stirnwand des CDU-Fraktionssaals hängt ein weiteres Triptychon Emil Wachters mit dem Namen Bodensee aus dem Jahre 1984/85 in Öl auf Hartfaserplatte und der Dimension 100 × 100 cm; 200 × 100 cm, 100 × 100 cm. Ein Spiel von Licht, Wolken und Wasser mit sehr viel blauer Farbe. Ein Naturschauspiel und Monochromie in Blau die beruhigende Impressionen während manchmal hektischer Fraktionssitzungen der Politik liefern können.
Ebenfalls im dritten Obergeschoss in den Besuchernischen des Foyers findet sich Wachters schwarz-weiß gehaltene Bilder Wald und Tanz. Beides lavierte Tuschezeichnungen je 100 × 70 cm groß. Tanz ist eine Hommage an die in der Nähe des Hauses wirkende Marcia Haydee. Beide Zeichnungen stammen aus dem Jahre 1984/85.

### Jürgen Mack
Für das zweite Obergeschoss und die Räumen der SPD-Fraktion war Jürgen Mack zwei Werken aus Aluminium und Blei am Werk. Das erste Werk heißt Wandrelief I und ist aus dem Jahre 1987, 76,5 × 300 × 12 cm groß. Wandrelief II ebenfalls aus Aluminium und Blei hat dieselben Dimensionen. Mit den beiden Werken betrat der Photograph, Maler und Objektkünstler künstlerisches Neuland. Maßvoll aufeinander abgewogene Flächenformen bilden einen konzentrierten Aufbau aus geometrischen Hohlkörpern in sachlicher Kasten- und Quaderform. Das gleichwertige Nebeneinander ergibt eine formal strenge, aber keinesfalls abweisende Bildordnung.

### Otto Mindhoff
Im Sitzungssaal der SPD-Fraktion ist Otto Mindhoff mit den Werken Technotop und Homotop in Acryl auf Sperrholz vertreten. Die Bilder erinnern entfernt an Fernand Léger. Technotop hat die Dimension 380 × 614 cm. Homotop hat die Dimension 374 × 565 cm. Mindhoffs Bildpanoramen sind weder technikfeindlich noch fortschrittsgläubig. Sie sind neutrale Feststellungen der sich unaufhaltsam technisierenden Umwelt.

### Per Kirkeby
Im ersten Obergeschoss im von den Grünen und der FDP-Fraktion gemeinsam genutzten Foyer ist Per Kirkeby mit einem Zyklus von sieben Gemälden in Öl auf Leinwand 220 × 90 cm namens o.T. aus dem Jahre 1987 vertreten. Kirkeby beschreibt seine Arbeiten als Schichtmalerei. Er würde malen, dann warten, bis die Zeit vergeht, und daher würde so manchmal ein Jahr für die Fertigstellung eines Bildes vergehen. Erdige schwere Farben bestimmen seine Bilder. Aber auch Blauwerte und eine jahreszeitlich geprägte Grünauswahl sind in den abstrakten Werken erkennbar.
Eine weitere Arbeit von Kirkeby findet sich auf der Terrasse des Hauses der Abgeordneten. Die Skulptur nennt sich Vormauer und wurde im Jahre 1986/87 aufgestellt. Sie ist aus Vollziegelstein 12,80 × 3,49 × 3,11 m. Eine Jury entschied sich mit 12:4 Stimmen für das Kunstwerk und auch die letztlich entscheidende Baukommission stimmte dem monumentalen Backsteinturm zu.